# Dorothy DeBorba
Dorothy Adele DeBorba (28. března 1925 Los Angeles – 2. června 2010 Walnut Creek) byla americká herečka.
Její matka byla zpěvačka a tanečnice, otec bubeník ve skupině Paula Whitemana. Na filmovém plátně se objevila poprvé ve svých pěti letech.

Zemřela na emfyzém a plicní onemocnění.